# Ormonde
Ormonde (1883-1904) est un cheval de course pur-sang anglais. Considéré à son époque comme le plus grand champion du XIXe siècle, invaincu durant toute sa carrière, il remporte la Triple Couronne britannique en 1886.

## Carrière de courses
Élevé par le Duc de Westminster, Ormonde faillit bien ne jamais voir un hippodrome, étant affecté de mauvais aplombs. Mais cette malformation s'estompe à mesure que le poulain grandit et, quand il est confié au grand entraîneur John Porter, celui-ci déclare au propriétaire qu'il s'agit du meilleur poulain que celui-ci lui ait jamais envoyé. Néanmoins, de récurrents problèmes aux genoux retardent les débuts d'Ormonde, et, avant de voir un hippodrome, on l'essaie dans un galop privé face à ses contemporains et compagnons d'écurie Kendal (vainqueur des July Stakes), Whipper-In et Whitefair. Kendal l'emporte d'une longueur devant un Ormonde inexpérimenté. Le poulain semble prêt pour ses débuts, qui ont lieu à Newmarket en octobre 1885 et se soldent par une victoire. À la fin du mois, il enchaîne deux victoires en deux jours, concluant son année par un succès dans le Dewhurst Plate (devant Whitefair et Miss Jummy, future lauréate des 1000 Guinées et des Oaks), qui le place tout en haut de la hiérarchie d'une génération de 2 ans considérée comme exceptionnelle.

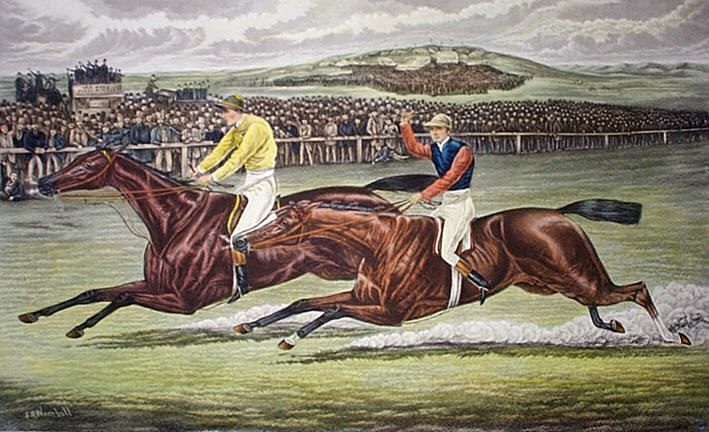
L'arrivée du Derby 1886

En 1886, Ormonde est l'un des favoris pour les classiques du printemps. Il rentre directement dans une édition très relevée des 2000 Guinées, où on l'oppose à l'invaincu Minting (Middle Park Stakes, futur vainqueur du Grand Prix de Paris) et à Saraband que Fred Archer lui a préféré. Monté par George Barrett, Ormonde s'impose avec la manière, deux longueurs devant Minting, Saraband terminant quatrième à douze longueurs. Archer a compris son erreur et, dans le Derby, il retrouve son partenaire habituel. On oppose cette fois au duo The Bard, invaincu à 2 ans et qui ne connaîtra que deux fois la défaite en 25 courses. Ormonde lui inflige la première des deux. De retour sur le mile, Ormonde s'aligne au départ des St. James's Palace Stakes lors du meeting de Royal Ascot. Il n'a que deux adversaires et s'impose sans forcer avant de retrouver trois jours plus tard et sur 2 400 mètres, une opposition plus solide dans les Hardwicke Stakes. Pas fatigué, il enchaîne et devance de deux longueurs le champion de l'année précédente Melton, lauréat du Derby et du St. Leger. Le St. Leger, justement : il ne manque que lui et Ormonde aura bouclé la Triple Couronne, un exploit qui n'a plus été accompli depuis Lord Lyon vingt ans plus tôt. C'est une formalité pour lui, qui devient le quatrième poulain à ravir la Triple Couronne. 

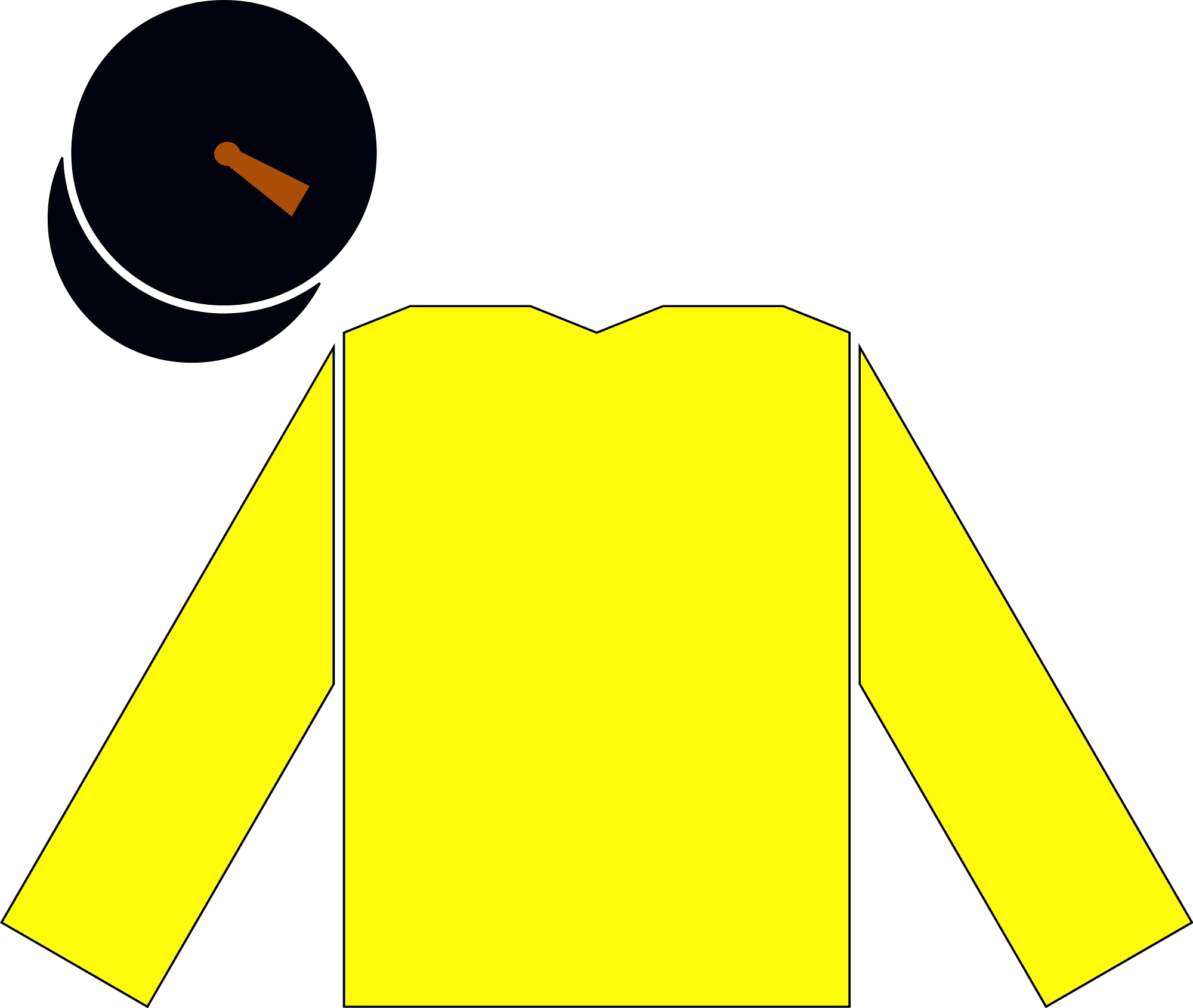
Casaque du Duc de Westminster

En septembre, l'invaincu champion semble tellement au-dessus de ses adversaires qu'il n'en a tout simplement pas dans le St. Leger de Newmarket : seul en piste, il n'a qu'à rallier le poteau pour ajouter une victoire dans son palmarès. Deux s'y risquent dans les Champion Stakes, deux autres dans le Free Handicap, mais à chaque fois ils ne voient que la queue de Ormonde. Pour conclure l'année, une course privée est organisée pour le confronter à The Bard (qui empile les victoires depuis le Derby), Melton et Bendigo, le lauréat des Eclipse Stakes. Finalement, tous déclarent forfait au dernier moment et c'est par un nouveau walkover qu'Ormonde achève son année, toujours invaincu en 13 courses. 
Ormonde aurait pu s'en tenir là, d'autant qu'il souffre de plus en plus de cornage, une affection courante chez les chevaux, due à une paralysie du larynx. Et que son partenaire Fred Archer n'est plus, le plus grand jockey de son temps s'étant donné la mort en novembre, une semaine après leur dernier succès. Pourtant le "cheval du siècle" comme on l'appelle dans la presse, revient à 4 ans, en 1887, grâce à un traitement à base de chocs galvaniques. Il rentre le 9 juin à Ascot, monté par Tom Cannon, et s'impose d'emblée, par six longueurs et malgré 25 livres de plus sur le dos que ses adversaires, devant Kilwarlin, futur lauréat du St. Leger. Trois jours plus tard, il affronte Minting et Bendigo dans les Hardwicke Stakes, et le premier nommé (dont l'entourage avait annoncé qu'il était prêt à mettre fin à l'hégémonie du champion diminué par la maladie) va lui donner chaud pour la première fois de sa carrière, mais Ormonde conserve une encolure sur le poteau. L'ultime course d'Ormonde (sa quatrième en sept jours, un rythme impensable de nos jours) est beaucoup plus facile sur les 1 200 mètres de l'Imperial Gold Cup, démontrant son incroyable polyvalence en termes de distances, et surtout, une dernière fois, son incomparable talent.  

### Résumé de carrière
| Date         | Hippodrome  | Pays        | Course                    | Distance    | Jockey         | Place       | Écart       | Deuxième    |
| 1885, 2 ans  | 1885, 2 ans | 1885, 2 ans | 1885, 2 ans               | 1885, 2 ans | 1885, 2 ans    | 1885, 2 ans | 1885, 2 ans | 1885, 2 ans |
| ------------ | ----------- | ----------- | ------------------------- | ----------- | -------------- | ----------- | ----------- | ----------- |
| 14 octobre   | Newmarket   | Royaume-Uni | Post Sweepstakes          | 1 200 m     | Fred Archer    | 1er / 3     | 1           | Modwena     |
| 26 octobre   | Newmarket   | Royaume-Uni | Criterion Stakes          | 1 200 m     | Fred Archer    | 1er / 6     | 3           | Oberon      |
| 28 octobre   | Newmarket   | Royaume-Uni | Dewhurst Plate            | 1 400 m     | Fred Archer    | 1er / 11    | 4           | Whitefriar  |
| 1886, 3 ans  |             |             |                           |             |                |             |             |             |
| 28 avril     | Newmarket   | Royaume-Uni | 2000 Guineas              | 1 600 m     | George Barrett | 1er / 6     | 2           | Minting     |
| 26 mai       | Epsom       | Royaume-Uni | Derby                     | 2 400 m     | Fred Archer    | 1er / 9     | 1 ½         | The Bard    |
| 10 juin      | Ascot       | Royaume-Uni | St. James's Palace Stakes | 1 600 m     | Fred Archer    | 1er / 3     | 3/4         | Calais      |
| 13 juin      | Ascot       | Royaume-Uni | Hardwicke Stakes          | 2 400 m     | George Barrett | 1er / 5     | 2           | Melton      |
| 15 septembre | Doncaster   | Royaume-Uni | St. Leger                 | 2 920 m     | Fred Archer    | 1er / 7     | 4           | St Mirin    |
| 29 septembre | Newmarket   | Royaume-Uni | Great Foal Stakes         | 2 400 m     | Fred Archer    | 1er / 3     | 3           | Mephisto    |
| 1er octobre  | Newmarket   | Royaume-Uni | Newmarket St Leger        | 2 800 m     | Fred Archer    | 1er         | Walkover    | Walkover    |
| 15 octobre   | Newmarket   | Royaume-Uni | Champion Stakes           | 2 000 m     | Fred Archer    | 1er / 3     | 1           | Oberon      |
| 28 octobre   | Newmarket   | Royaume-Uni | Free Handicap             | 2 400 m     | Fred Archer    | 1er / 3     | 8           | Mephisto    |
| 29 octobre   | Newmarket   | Royaume-Uni | Private Sweepstakes       | ―           | Fred Archer    | 1er         | Walkover    | Walkover    |
| 1887, 4 ans  |             |             |                           |             |                |             |             |             |
| 9 juin       | Ascot       | Royaume-Uni | Rous Memorial Stakes      | 1 600 m     | Tom Cannon     | 1er         | 6           | Kilwarlin   |
| 12 juin      | Ascot       | Royaume-Uni | Hardwicke Stakes          | 2 400 m     | Tom Cannon     | 1er / 4     | enc.        | Minting     |
| 16 juiin     | Newmarket   | Royaume-Uni | Imperial Gold Cup         | 1 200 m     | Tom Cannon     | 1er / 3     | 2           | Whitefriar  |

## Au haras
Ormonde entre au haras de son propriétaire, Eaton Stud, pour y devenir étalon. La première année, seuls sept foals naissent des seize poulinières qu'il rencontre. Mais parmi eux il y a le top 2 ans Goldfinch (New Stakes), le vainqueur des King Edward VII Stakes (le "Derby d'Ascot") Llianthony, et surtout le crack Orme, qui remportera entre autres le Middle Park Plate, le Dewhurst Plate, les Eclipse Stakes (deux fois), les Sussex Stakes et les Champion Stakes. En 1889, Ormonde est envoyé à Moulton Paddocks à Newmarket, mais sa santé décline, il ne couvre que quelques juments, et un seul produit voit le jour (un dénommé Glenwood, invaincu en deux courses puis étalon en Allemagne). Renvoyé à Eaton Stud, sa fertilité défaillante pousse le Duc de Westminster à accepter une offre venue d'Argentine, par crainte que le cornage dont souffre Ormonde, comment en souffrait aussi sa mère, se transmette à sa progéniture et affaiblisse l'élevage britannique. Il espérait aussi que son "pauvre cheval", bénéficie du climat subtropical. C'est toutefois une énorme surprise à l'époque de voir le cheval du siècle rejoindre l'Argentine où, contre £ 12 000, il débarque en 1889. Il y reste trois ans, engendre environ 20 foals dont, curieusement, aucun ne s'avèrera très talentueux. Mais entretemps la première génération estampillée Ormonde fait parler d'elle en Angleterre, et des éleveurs anglais tentent de monter un syndicat pour le rapatrier. Juan Salvador Boucau, le propriétaire du cheval, décide de faire monter les enchères et finalement c'est l'Américain William O'Brien Macdonough qui emporte la mise, pour £ 30 000. En 1892, Ormonde s'installe donc en Californie, au haras de Menlo Stock Farm, où il restera jusqu'à sa mort, le 21 mai 1904, donnant seulement seize produits, dont le bon 2 ans Ormondale, lauréat des Futurity Stakes. 
Si la descendance d'Ormonde est quelque peu maigre, elle s'est pérennisée grâce à Orme, devenu un excellent reproducteur. On lui doit notamment Flying Fox, "le cheval qui valait un million", père à son tour du champion Ajax, poulain invaincu qui remporta le Prix du Jockey Club et le Grand Prix de Paris, avant de devenir le géniteur du très influent Teddy (1913), père de deux piliers de l'élevage américain, la jument-base La Troienne et l'étalon Sir Gallahad, mais aussi de Bull Dog, auteur d'un autre monument, Bull Lea. Si bien qu'aujourd'hui encore le sang d'Ormonde coule dans les veines de nombreux purs-sangs. 
Après sa mort en 1904, Ormonde revient en Angleterre sous la forme d'un squelette conservé au Musée d'histoire naturelle de Londres. Chaque année, les Ormonde Stakes, un groupe 3 disputé à Chester, célèbrent sa mémoire. 

## Origines
Ormonde est le fils du grand étalon Bend Or, appartenant lui aussi au Duc de Westminster. Bend Or remporta comme lui le Derby, les St. James's Palace Stakes ou encore les Champion Stakes. Mais surtout, il a fondé une véritable dynastie en lignée mâle, à laquelle appartient l'écrasante majorité des chevaux de haut niveau aujourd'hui. 
Lily Agnes, la mère d'Ormonde, était elle aussi cornarde, elle avait le souffle rauque et son jockey John Osborne disait qu'il pouvait l'entendre avant de la voir. Ce qui ne l'a pas empêcher de briller sur la piste jusqu'à 5 ans (lauréate de 21 de ses 32 courses, parmi lesquelles la Doncaster Cup) ni de se surpasser au haras. Elle s'est surpassée au haras puisqu'elle a donné également Farewell (par Doncaster), qui remporta les 1000 Guinées en 1885, Ossory (par Bend Or), lauréat des St. James's Palace Stakes et des Prince of Wales's Stakes, et Ornament (par Bend Or), la mère de la très grande championne Sceptre. 

### Pedigree
| Origines de Ormonde (GB), mâle bai né en 1883 | Origines de Ormonde (GB), mâle bai né en 1883 | Origines de Ormonde (GB), mâle bai né en 1883 | Origines de Ormonde (GB), mâle bai né en 1883 |
| --------------------------------------------- | --------------------------------------------- | --------------------------------------------- | --------------------------------------------- |
| Père Bend Or 1877                             | Doncaster 1870                                | Stockwell 1849                                | The Baron                                     |
| Père Bend Or 1877                             | Doncaster 1870                                | Stockwell 1849                                | Pocahontas                                    |
| Père Bend Or 1877                             | Doncaster 1870                                | Marigold 1860                                 | Teddington                                    |
| Père Bend Or 1877                             | Doncaster 1870                                | Marigold 1860                                 | Mère par Ratan                                |
| Père Bend Or 1877                             | Rouge Rose 1865                               | Thormanby 1857                                | Windhound                                     |
| Père Bend Or 1877                             | Rouge Rose 1865                               | Thormanby 1857                                | Alice Hawthorn                                |
| Père Bend Or 1877                             | Rouge Rose 1865                               | Ellen Horne 1844                              | Redshank                                      |
| Père Bend Or 1877                             | Rouge Rose 1865                               | Ellen Horne 1844                              | Delhi                                         |
| Mère Lily Agnes 1871                          | Macaroni 1860                                 | Sweetmeat 1842                                | Gladiator                                     |
| Mère Lily Agnes 1871                          | Macaroni 1860                                 | Sweetmeat 1842                                | Lollypop                                      |
| Mère Lily Agnes 1871                          | Macaroni 1860                                 | Jocose 1843                                   | Pantaloon                                     |
| Mère Lily Agnes 1871                          | Macaroni 1860                                 | Jocose 1843                                   | Banter                                        |
| Mère Lily Agnes 1871                          | Polly Agnes 1865                              | The Cure 1841                                 | Physician                                     |
| Mère Lily Agnes 1871                          | Polly Agnes 1865                              | The Cure 1841                                 | Morsel                                        |
| Mère Lily Agnes 1871                          | Polly Agnes 1865                              | Miss Agnes 1850                               | Birdcatcher                                   |
| Mère Lily Agnes 1871                          | Polly Agnes 1865                              | Miss Agnes 1850                               | Agnes (famille 16-h)                          |